# Two Buttes
Two Buttes – miasto w Stanach Zjednoczonych, w stanie Kolorado, w hrabstwie Baca.